# Alatoz
Alatoz est une commune d'Espagne de la province d'Albacete dans la communauté autonome de Castille-La Manche.

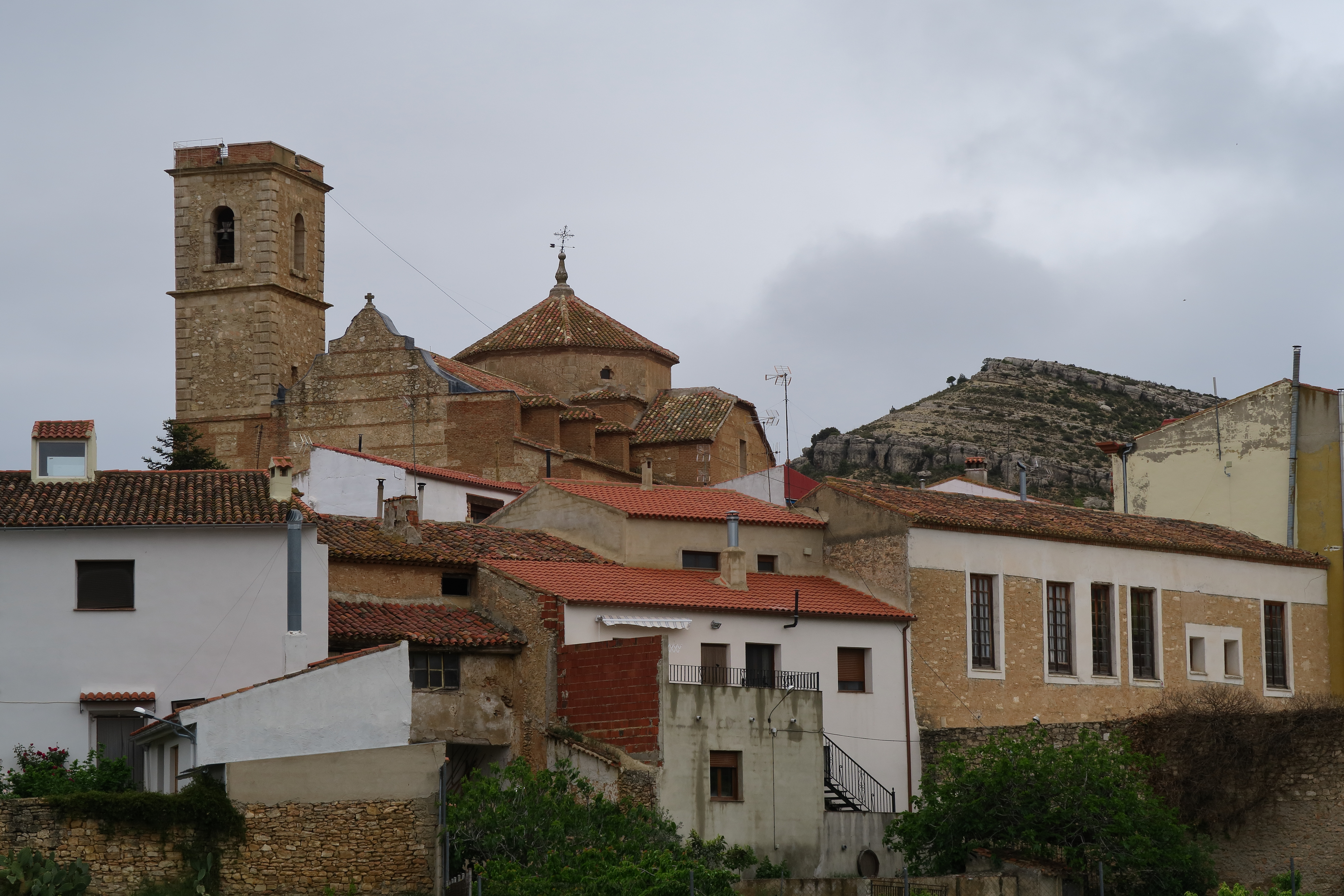
Alatoz

## Démographie
| 1900  | 1910  | 1920  | 1930  | 1940  | 1950  | 1960  | 1970  | 1981 | 1991 | 1996 | 2001 | 2010 |
| ----- | ----- | ----- | ----- | ----- | ----- | ----- | ----- | ---- | ---- | ---- | ---- | ---- |
| 1 192 | 1 346 | 1 477 | 1 873 | 1 442 | 1 541 | 1 291 | 1 042 | 873  | 713  | 683  | 648  | 599  |

## Administration
| Période                                  | Période | Identité | Étiquette | Qualité |
| ---------------------------------------- | ------- | -------- | --------- | ------- |
|                                          |         |          |           |         |
| Les données manquantes sont à compléter. |         |          |           |         |